# Armonk Challenger
L'Armonk Challenger è stato un torneo professionistico di tennis giocato su campi in terra verde. Faceva parte dell'ATP Challenger Series. Si è giocata una sola edizione, ad Armonk negli Stati Uniti.

## Albo d'oro

### Singolare
| Anno | Campione         | Finalista           | Punteggio     |
| ---- | ---------------- | ------------------- | ------------- |
| 2000 | Salvador Navarro | Alejandro Hernández | 6–1, 3–6, 6–3 |

### Doppio
| Anno | Campioni                      | Finalisti            | Punteggio        |
| ---- | ----------------------------- | -------------------- | ---------------- |
| 2000 | Paul Kilderry Peter Tramacchi | Bob Bryan Mike Bryan | 2–6, 7–6(5), 6–4 |